# Pseudogastromyzon lianjiangensis
Pseudogastromyzon lianjiangensis és una espècie de peix de la família dels balitòrids i de l'ordre dels cipriniformes que es troba a Guangdong (Xina).